# زولابهیک
زولابهیک، روستایی در دهستان چهریق بخش کوهسار شهرستان سلماس در استان آذربایجان غربی ایران است.

## جمعیت
بر پایه سرشماری عمومی نفوس و مسکن در سال ۱۳۹۵، جمعیت این روستا برابر با ۴۵۶ نفر (۱۱۳ خانوار) بوده‌است.